# Joan Baez in Concert, Part 2
Joan Baez in Concert, Part 2 es segundo álbum en directo de la cantante estadounidense Joan Báez, publicado por la compañía discográfica Vanguard Records en noviembre de 1963. Fue grabado durante la gira de conciertos que Báez ofreció a comienzos de 1963 y llegó al puesto siete de la lista Billboard 200.

## Historia
In Concert, Part 2 es el primer álbum de Joan Báez en incluir una versión de una canción de Bob Dylan, «Don't Think Twice, It's All Right» y «With God on Our Side». Su versión de «We Shall Overcome» fue realizada en el Miles College de Birmingham (Alabama), el mismo día en que tuvo lugar un arresto masivo de manifestantes pro-derechos civiles y políticos, en mayo de 1963.
Las notas que acompañan al álbum contienen un poema sin título de Dylan con el tema recurrente «An' I walked my road an' sung my song», que hace referencia a la relación con Báez.

## Lista de canciones
Todas las canciones tradicionales excepto donde se anota.
1. "Once I Had a Sweetheart" – 3:12
2. "Jack-a-Roe" – 3:06
3. "Don't Think Twice, It's All Right" (Bob Dylan) – 3:11
4. "We Shall Overcome" (Guy Carawan, Lee Hamilton, Zilphia Horton, Pete Seeger) – 3:31
5. "Portland Town" (Derroll Adams) – 2:48
6. "Queen of Hearts" – 2:31
7. "Manhã de Carnaval" ("Morning of Carnival") / "Te Ador" ("I Adore You") (Luiz Bonfá, Antônio Maria / Tradicional) – 4:50
8. "Long Black Veil" (Marijohn Wilkin, Horace Eldred "Danny" Dill) – 3:05
9. "Fennario" – 4:01
10. "'Nu Bello Cardillo" ("The Beautiful Goldfinch") – 2:57
11. "With God on Our Side" (Bob Dylan) – 6:14
12. "Three Fishers" (John Pyke Hullah, Charles Kingsley) – 2:45
13. "Hush Little Baby" – 1:25
14. "Battle Hymn of the Republic" (Julia Ward Howe) – 3:24

Temas extra
1. "Rambler Gambler" – 2:05
2. "Railroad Bill" – 2:08
3. "The Death of Emmett Till" (Bob Dylan) – 3:53
4. "Tomorrow Is a Long Time" (Bob Dylan) – 3:14
5. "When First Unto This Country A Stranger I Came" – 2:46

## Personal
- Joan Báez: voz y guitarra acústica

## Posición en listas
| País           | Lista         | Posición |
| -------------- | ------------- | -------- |
| Estados Unidos | Billboard 200 | 7        |